# Mladen Palac
Mladen Palac (* 18. Februar 1971 in Donji Mamići, Sozialistische Republik Bosnien und Herzegowina) ist ein kroatischer Schachspieler.
Die kroatische Einzelmeisterschaft konnte er viermal gewinnen: 2001 in Pula, 2004 in Zagreb, 2008 in Rijeka und 2012 in Opatija. Er spielte für Kroatien bei sieben Schacholympiaden: 1996 und 2006 bis 2016. Außerdem nahm er siebenmal an den europäischen Mannschaftsmeisterschaften (1997 bis 1999, 2005 bis 2007 und 2011 bis 2015) und einmal an der Mannschaftsweltmeisterschaft (1997) teil. Beim Schach-Weltpokal 2017 scheiterte er in der ersten Runde an Jan Nepomnjaschtschi.
In Deutschland spielte er für den Wiesbadener Schachverein 1885.
Im Jahre 1990 wurde ihm der Titel Internationaler Meister (IM) verliehen, 1993 der Titel Großmeister (GM). 
| Hier fehlt eine Grafik, die leider im Moment aus technischen Gründen nicht angezeigt werden kann. Wir arbeiten daran! |